# パスカル・コサール
パスカル・コサール（Pascale Cossart, 1948年3月21日 - ）は、フランスのパスツール研究所に所属する細菌学者。リステリア研究の世界的権威である。カンブレー出身。
1977年にパリ第7大学ドゥニ・ディドロで生化学のPh.Dを取得。

## 受賞歴
- 1995年 カルロス・フィンレイ微生物学賞
- 1998年 ロレアル-ユネスコ女性科学賞、リチャード・ラウンズベリー賞
- 2000年 ルイ・パスツール・ゴールドメダル
- 2007年 ロベルト・コッホ賞
- 2008年 ルイ＝ジャンテ医学賞
- 2013年 バルザン賞
- 2017年 エルンスト・ユング・ゴールドメダル
- 2018年 ハインリッヒ・ヴィーラント賞
- 2021年 セルマン・A・ワクスマン微生物学賞

## 著書
- Cellular Microbiology